# Nephodia punctidisca
Nephodia punctidisca là một loài bướm đêm trong họ Geometridae.